# BMW G22
La BMW G22 è la seconda generazione della BMW Serie 4, un'autovettura coupé di segmento D prodotta a partire dal 2020 dalla casa automobilistica tedesca BMW.

## Profilo e contesto

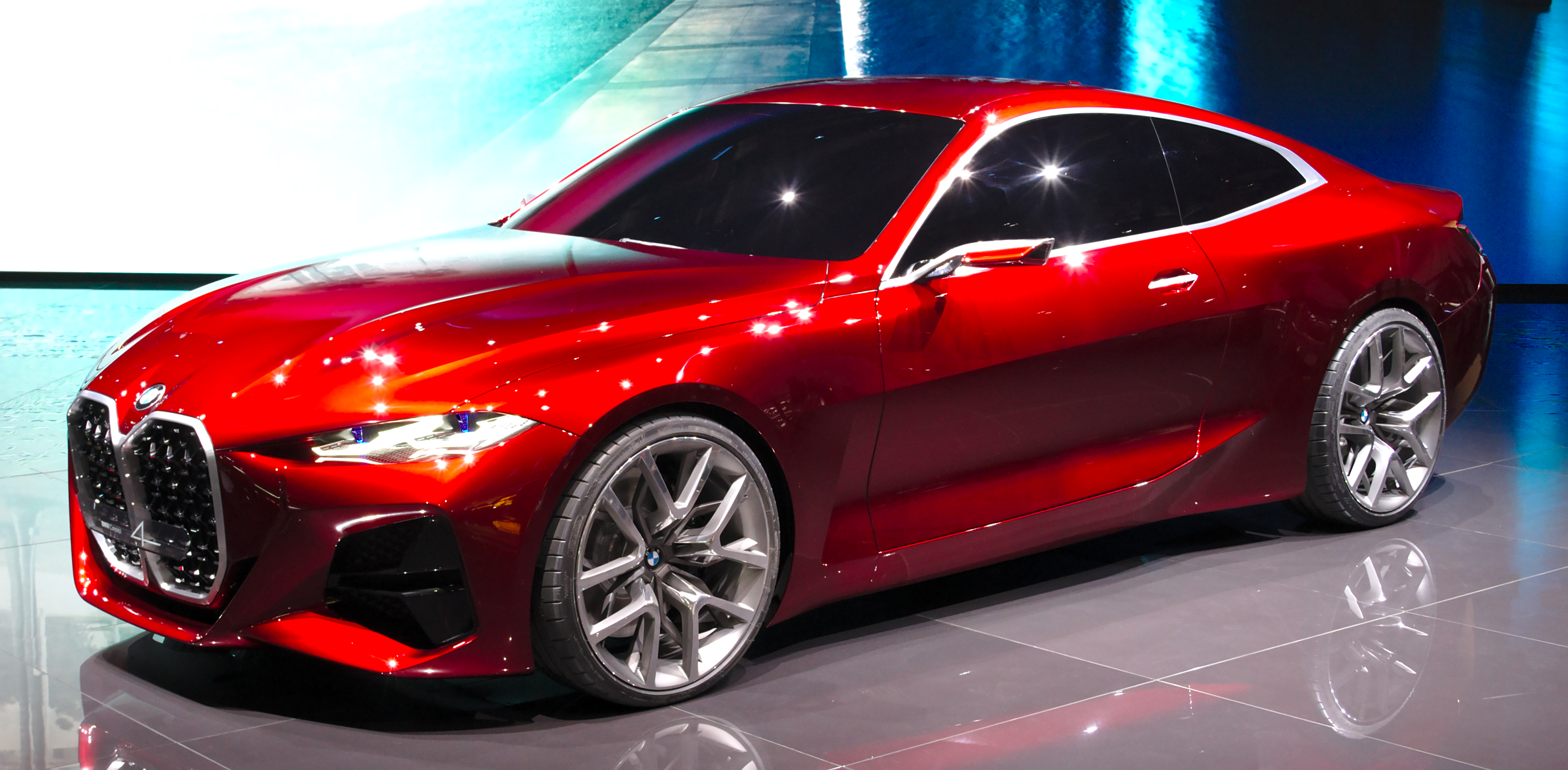
BMW Concept 4 al salone di Francoforte 2019

Il veicolo si basa sulla piattaforma Cluster Architecture (CLAR), che presenta un maggiore utilizzo di acciaio e alluminio ad alta resistenza rispetto al vecchio modello. Ciò in funzione di una minimizzazione del numero di piattaforme e quindi di un risparmio economico per la progettazione e lo sviluppo della vettura. Rispetto alla G20 dal quale deriva, la G22 è stata ribassata di 57 mm, con la carreggiata posteriore estesa di 23 mm, con passo incrementato di 42 mm e un baricentro ridotto di 21 mm per favorire la maneggevolezza di guida.
A parità di motorizzazione la G22 pesava tra i 55 e i 95 kg in più rispetto al modello precedente. A contribuire a ciò furono anche i robusti rinforzi in acciaio atti a conferire una maggior rigidezza torsionale alla struttura.
Le sospensioni, a ruote indipendenti sui due assi e realizzate in lega di alluminio, prevedevano un avantreno a doppio snodo con puntoni di spinta ed un retrotreno multi-link a cinque bracci con un sistema di smorzamento idraulico per assorbire meglio le asperità della strada. L'impianto frenante è composto da quattro dischi autoventilanti con pinze monopompante e sistema di recupero dell'energia cinetica in frenata. Lo sterzo utilizza una cremagliera a rapporto variabile per adeguare la vettura al tipo di guida.
L'abitacolo risulta leggermente più spazioso, specie nel divano posteriore. Nuovo il cruscotto digitale costituito da un display in luogo degli strumenti circolari separati presenti nel vecchio modello. Sulla plancia spiccava l'assenza di comandi manuali e pulsanti vari, in quanto molti di essi sono stati integrati nella tecnologia touch-screen presente nell'altro display, quello sulla sommità della console centrale. Presente comunque il comando iDrive, ossia la manopola sul tunnel centrale che consente la gestione del sistema multimediale.
La G22 viene prodotto a partire da luglio 2020 nello stesso stabilimento della serie 3 G20, dal quale deriva e ne condivide molte caratteristiche.

## Design

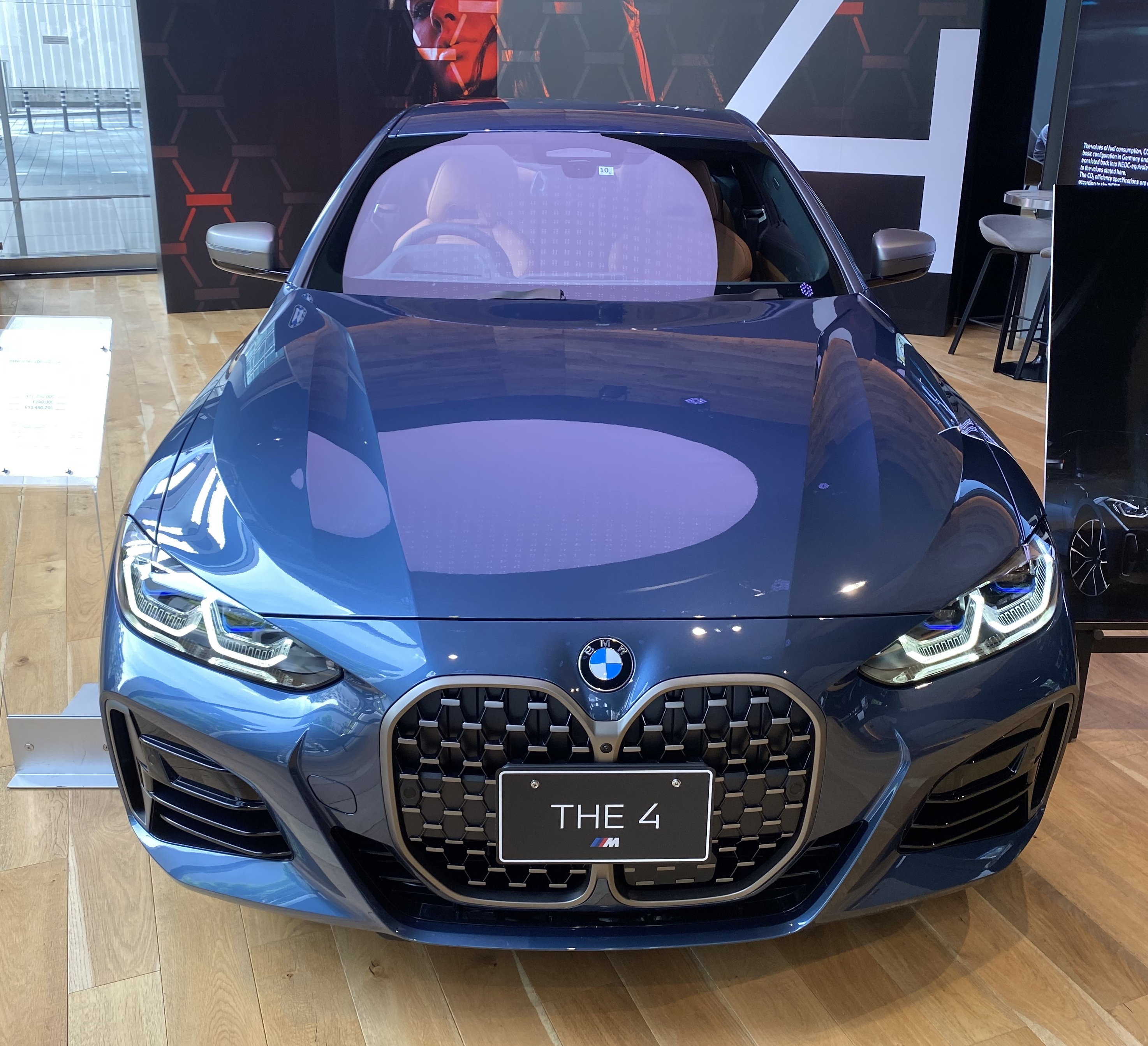
Dettaglio del frontale; notare il doppio rene a sviluppo verticale e i fari laser con profilo a LED a "doppia c"

La vettura è stata dapprima presentata sotto forma di prototipo chiamato BMW Concept 4 al Salone di Francoforte 2019. Oltre alla caratteristica del doppio rene verticale, altri aspetti del design degni di nota del concept sono uno spoiler posteriore a coda d'anatra, specchietti laterali sottili realizzati da un unico pezzo di alluminio e fari scarenati, che non hanno una copertura e sono invece integrati nel corpo del veicolo.
Oltre l'80% degli elementi estetici della Concept 4 sono stati poi trasferiti sulla versione di produzione. La silhouette dell'auto è simile a quella della Serie 8 con una linea del tetto affusolata, con un coefficiente di resistenza aerodinamica pari a 0,25.
A differenza della precedente generazione F32, la nuova Serie 4 si discosta nettamente nel design dalla Serie 3. Il più evidente dei cambiamenti nell'estetica sta nella grande calandra anteriore con il doppio rene che si ispirata alle vetture bavaresi del passato, come la BMW 328 degli anni 30 e la 3.0 CSi degli anni 70.
Nel complesso, il corpo vettura della G22 era più lungo di ben 13 cm rispetto al modello precedente, ma anche 2,5 cm più larga e 7 mm più alta. Ciò si tradusse in un corpo vettura dalla dimensioni più "importanti", ma anche dall'aspetto più slanciato rispetto a prima, tanto da andare a porsi in concorrenza non solo con la Mercedes-Benz C Coupé (lunga 4,69 metri), ma anche con la più grande Mercedes-Benz E Coupé (4,84 metri).

## Motorizzazioni

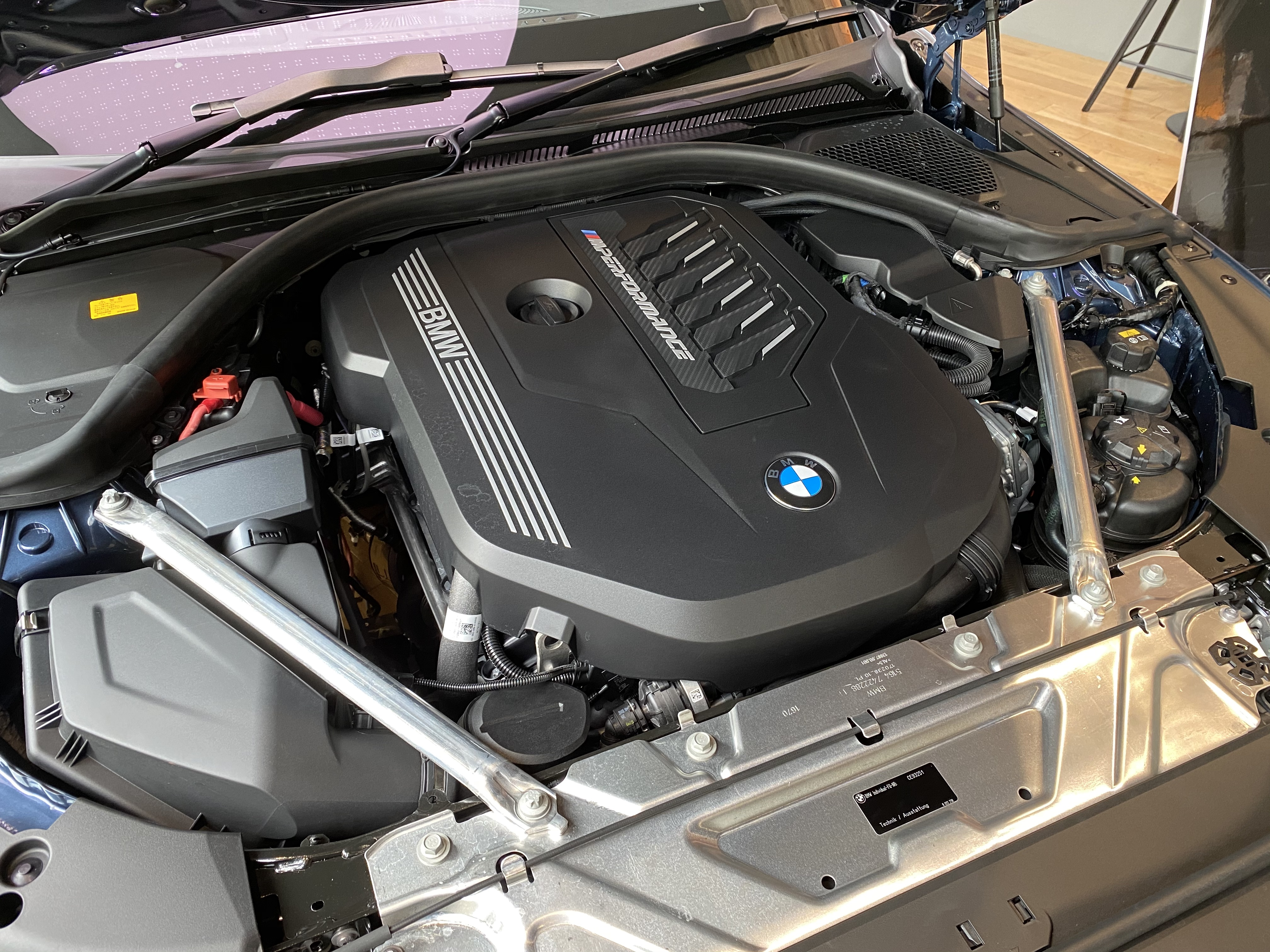
Il motore M440i

Al lancio sono disponibili le unità diesel 420d, 430d e M440d e i benzina 420i, 430i e M440i xDrive tutti turbocompressi. I modelli 420i e 430i montano il motore BMW B48 a 4 cilindri da 2,0 litri, con una potenza di 184 CV e 300 Nm di coppia per la 420i e 258 CV e 400 Nm di coppia per la 430i, mentre il modello M440i è alimentato dal motore BMW B58 a 6 cilindri in linea da 3,0 litri con 374 CV e 500 Nm di coppia abbinato a un sistema ibrido leggero dotato di un motore elettrico da 48 volt con 11 CV. La 420d è alimentata dal 2,0 litri BMW B47 con 190 CV, mentre 430d e M440d sono equipaggiati con il motore da 3,0 litri BMW B57 da 286 CV e 326 CV. L'M440d, come per l'M440i, è dotato di un sistema ibrido leggero. Il sistema ibrido è costituito da un motogeneratore collegato al motore tramite una cinghia che recupera l'energia in frenata o decelerazione. Questa energia alimenta l'impianto elettrico a 12V dell'autovettura oppure viene utilizzata per aiutare il motore a combustione fornendo un surplus di potenza, in modo tale da ridurre le emissioni di CO2 e aumentare il risparmio di carburante.

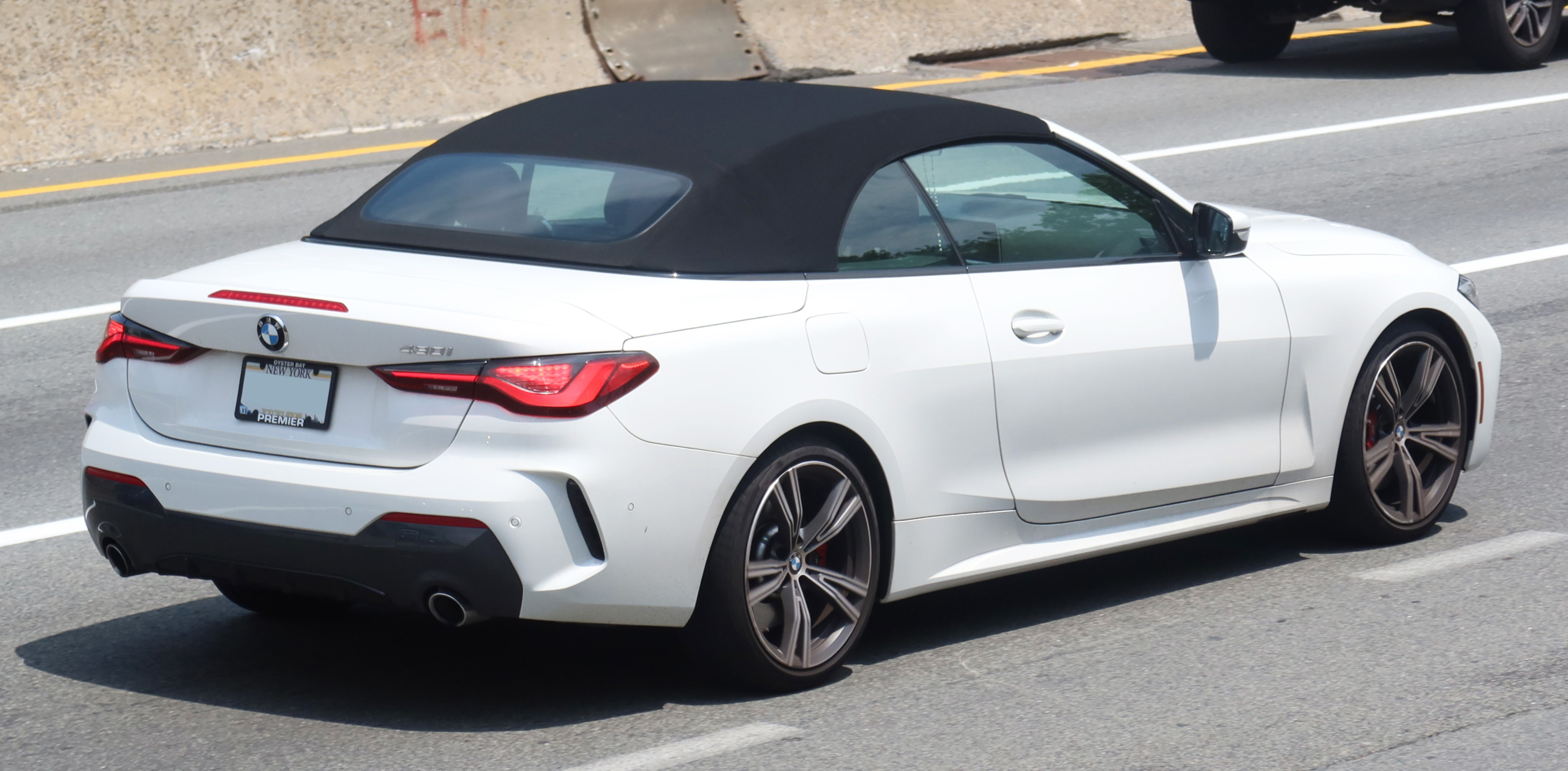
430i Cabrio

L'unica trasmissione disponibile è un cambio automatico ZF a 8 rapporti. I modelli M Sport sono dotati di un cambio con una diversa taratura che offre cambi marcia più veloci e una modalità di guida denominata "Sprint". I modelli 430i, 420d, 430d e M440d possono essere configurati con la trazione integrale. L'M440i è disponibile di serie con la sola trazione integrale. La serie G22 4 ha carreggiate più ampie rispetto alla precedente generazione F32 e ha una distribuzione del peso 50/50 su ambedue gli assi. Tutti i modelli hanno una velocità massima limitata elettronicamente a 250 km/h.

## Evoluzione
Una settimana dopo la presentazione della M4, il 30 settembre 2020 avvenne la presentazione della versione cabriolet (G23).

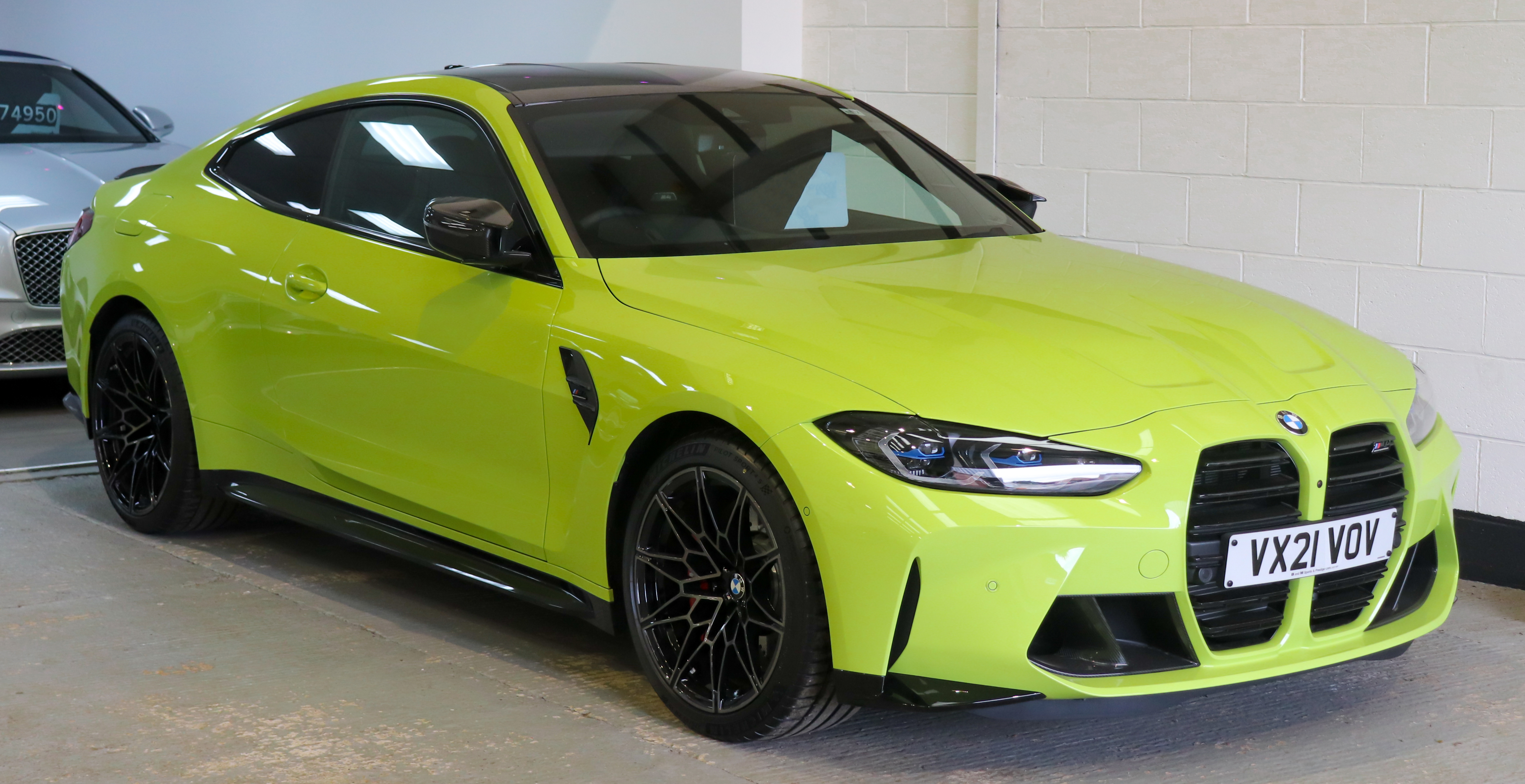
BMW M4 Competition

Nel mese di novembre del 2020, alla coupé si aggiunse ai listini anche la cabriolet, erede della precedente F33 e disponibile in tutte le motorizzazioni previste per la coupé, ma solo in configurazione a trazione posteriore. La novità portata dalla Serie 4 Cabriolet fu il ritorno alla capote in tela in luogo del precedente tetto rigido ripiegabile. Al mese di marzo 2021, la gamma si ampliò con l'arrivo dei modelli 430d xDrive e M440d xDrive, entrambe a trazione integrale e spinte da due unità basate sul motore B57 da 3 litri biturbodiesel e con potenze massime rispettivamente di 286 e 340 CV.
Consistenti aggiornamenti si ebbero nell'estate del 2021, quando la 420i e la 430i vennero proposte anche a quattro ruote motrici, mentre la ibrido leggero M440i e la 430d divennero disponibili anche a trazione posteriore.

### M4
A fine settembre 2020 è stata presentata la versione M4, dotata del motore BMW S58 biturbo sei cilindri in linea che ha debuttato sulla X3 M, con due livelli di potenza: 480 CV abbinata al cambio manuale a 6 marce o Competition con 510 CV a 8 velocità ZF doppia frizione. La trazione integrale (xDrive) è disponibile come optional.

## Riepilogo caratteristiche
Di seguito vengono riepilogate le caratteristiche relative alla gamma della Serie 4 G22/G23:
| BMW Serie 4 G22 / G23 (dal 2020) |             |           |            |                                                                       |                |                |            |                       |                    |              |                     |                    |                       |                    |
| Modello                          | Carrozzeria | Motore    | Cilindrata | Alimentazione                                                         | Potenza CV/rpm | Coppia Nm/rpm  | Trazione   | Cambio/ N°rapporti    | Massa a vuoto (kg) | Velocità max | Acceler. 0–100 km/h | Consumo (l/100 km) | Emissioni CO2/ (g/km) | Anni di produzione |
| Versioni a benzina               |             |           |            |                                                                       |                |                |            |                       |                    |              |                     |                    |                       |                    |
| 420i                             | Coupé       | B48B20    | 1998       | Iniezione diretta + turbocompressore                                  | 184/ 5000-6500 | 300/ 1350-4000 | Posteriore | Automatico 8 rapporti | 1.525              | 240          | 7"5                 | 6,6                | 122                   | dal 10/2020        |
| 420i                             | Gran Coupé  | B48B20    | 1998       | Iniezione diretta + turbocompressore                                  | 184/ 5000-6500 | 300/ 1350-4000 | Posteriore | Automatico 8 rapporti | 1.620              | 235          | 7"9                 | 6,6                | 150                   | dall'11/2021       |
| 420i                             | Cabriolet   | B48B20    | 1998       | Iniezione diretta + turbocompressore                                  | 184/ 5000-6500 | 300/ 1350-4000 | Posteriore | Automatico 8 rapporti | 1.615              | 236          | 8"2                 | 5,8                | 131                   | dall'11/2020       |
| 420i xDrive                      | Coupé       | B48B20    | 1998       | Iniezione diretta + turbocompressore                                  | 184/ 5000-6500 | 300/ 1350-4000 | Integrale  | Automatico 8 rapporti | 1.590              | 238          | 7"8                 | 7,5                | 170                   | dal 07/2021        |
| 430i                             | Coupé       | B48B20    | 1998       | Iniezione diretta + turbocompressore                                  | 245/ 4500-6500 | 400/ 160-4400  | Posteriore | Automatico 8 rapporti | 1.545              | 250          | 5"9                 | 7,4                | 161                   | dal 07/2021        |
| 430i                             | Coupé       | B48B20    | 1998       | Iniezione diretta + turbocompressore                                  | 258/ 5000-6500 | 400/ 1550-4000 | Posteriore | Automatico 8 rapporti | 1.545              | 250          | 5"8                 | 7,3                | 141                   | 10/2020-06/2021    |
| 430i                             | GranCoupé   | B48B20    | 1998       | Iniezione diretta + turbocompressore                                  | 245/ 4500-6500 | 400/ 160-4400  | Posteriore | Automatico 8 rapporti | 1.620              | 250          | 6"2                 | 6,8                | 156                   | dall'11/2021       |
| 430i                             | Cabriolet   | B48B20    | 1998       | Iniezione diretta + turbocompressore                                  | 245/ 4500-6500 | 400/ 160-4400  | Posteriore | Automatico 8 rapporti | 1.545              | 250          | 5"9                 | 7,4                | 161                   | dal 07/2021        |
| 430i                             | Cabriolet   | B48B20    | 1998       | Iniezione diretta + turbocompressore                                  | 258/ 5000-6500 | 400/ 1550-4000 | Posteriore | Automatico 8 rapporti | 1.545              | 250          | 5"8                 | 7,3                | 141                   | 10/2020-06/2021    |
| 430i xDrive                      | Coupé       | B48B20    | 1998       | Iniezione diretta + turbocompressore                                  | 245/ 4500-6500 | 400/ 160-4400  | Integrale  | Automatico 8 rapporti | 1.670              | 250          | 5"7                 | 7,7                | 176                   | dal 07/2021        |
| M4                               | Coupé       | S58B30    | 2993       | Iniezione diretta biturbo                                             | 480/6250       | 550/ 2650-6130 | Posteriore | Manuale 6 marce       | 1.625              | 250          | 4"2                 | 10,3               | 235                   | dal 03/2021        |
| M4 Competition                   | Coupé       | S58B30    | 2993       | Iniezione diretta biturbo                                             | 510/6250       | 650/ 2750-5500 | Posteriore | Automatico 8 rapporti | 1.650              | 250          | 3"9                 | 9,9                | 227                   | dal 03/2021        |
| M4 Competition xDrive            | Coupé       | S58B30    | 2993       | Iniezione diretta biturbo                                             | 510/6250       | 650/ 2750-5500 | Integrale  | Automatico 8 rapporti | 1.700              | 250          | 3"5                 | 10                 | 227                   | dal 07/2021        |
| M4 Competition xDrive            | Cabriolet   | S58B30    | 2993       | Iniezione diretta biturbo                                             | 510/6250       | 650/ 2750-5500 | Integrale  | Automatico 8 rapporti | 1.815              | 250          | 3"7                 | 10                 | 227                   | dal 07/2021        |
| Versioni microibride a benzina   |             |           |            |                                                                       |                |                |            |                       |                    | 250          |                     |                    |                       |                    |
| M440i                            | Coupé       | B58B30TÜ1 | 2998       | Iniezione diretta + turbocompressore + alternatore reversibile        | 374/ 5500-6500 | 500/ 1900-5000 | Posteriore | Automatico 8 rapporti | 1.675              | 250          | 4"8                 | 8,1                | 184                   | dal 07/2021        |
| M440i xDrive                     | Coupé       | B58B30TÜ1 | 2998       | Iniezione diretta + turbocompressore + alternatore reversibile        | 374/ 5500-6500 | 500/ 1900-5000 | Integrale  | Automatico 8 rapporti | 1.740              | 250          | 4"5                 | 7,4                | 163                   | dal 10/2020        |
| M440i xDrive                     | Gran Coupé  | B58B30TÜ1 | 2998       | Iniezione diretta + turbocompressore + alternatore reversibile        | 374/ 5500-6500 | 500/ 1900-5000 | Integrale  | Automatico 8 rapporti | 1.825              | 250          | 4"7                 | 8                  | 181                   | dall'11/2021       |
| M440i xDrive                     | Cabriolet   | B58B30TÜ1 | 2998       | Iniezione diretta + turbocompressore + alternatore reversibile        | 374/ 5500-6500 | 500/ 1900-5000 | Integrale  | Automatico 8 rapporti | 1.815              | 250          | 4"9                 | 6,9                | 159                   | dall'11/2020       |
| Versioni microibride a gasolio   |             |           |            |                                                                       |                |                |            |                       |                    |              |                     |                    |                       |                    |
| 420d                             | Coupé       | B47D20TÜ1 | 1995       | Biturbodiesel iniezione diretta common rail + alternatore reversibile | 190/4000       | 400/ 1750-2500 | Posteriore | Automatico 8 rapporti | 1.605              | 240          | 7"8                 | 4,5                | 103                   | dal 10/2020        |
| 420d                             | Gran Coupé  | B47D20TÜ1 | 1995       | Biturbodiesel iniezione diretta common rail + alternatore reversibile | 190/4000       | 400/ 1750-2500 | Posteriore | Automatico 8 rapporti | 1.670              | 235          | 8"3                 | 4,8                | 126                   | dall'11/2021       |
| 420d                             | Cabriolet   | B47D20TÜ1 | 1995       | Biturbodiesel iniezione diretta common rail + alternatore reversibile | 190/4000       | 400/ 1750-2500 | Posteriore | Automatico 8 rapporti | 1.700              | 236          | 8"3                 | 4,2                | 112                   | dall'11/2020       |
| 420d xDrive                      | Coupé       | B47D20TÜ1 | 1995       | Biturbodiesel iniezione diretta common rail + alternatore reversibile | 190/4000       | 400/ 1750-2500 | Integrale  | Automatico 8 rapporti | 1.670              | 238          | 7"4                 | 4,8                | 112                   | dal 10/2020        |
| 420d xDrive                      | Gran Coupé  | B47D20TÜ1 | 1995       | Biturbodiesel iniezione diretta common rail + alternatore reversibile | 190/4000       | 400/ 1750-2500 | Integrale  | Automatico 8 rapporti | 1.730              | 233          | 7"8                 | 5,1                | 133                   | dall'11/2021       |
| 430d                             | Cabriolet   | B57D30    | 2993       | Biturbodiesel iniezione diretta common rail + alternatore reversibile | 286/4000       | 650/ 1500-2500 | Posteriore | Automatico 8 rapporti | 1.805              | 250          | 5"8                 | 6                  | 156                   | dal 07/2021        |
| 430d xDrive                      | Coupé       | B57D30    | 2993       | Biturbodiesel iniezione diretta common rail + alternatore reversibile | 286/4000       | 650/ 1500-2500 | Integrale  | Automatico 8 rapporti | 1.780              | 250          | 5"1                 | 5,9                | 155                   | dal 03/2021        |
| M440d xDrive                     | Coupé       | B57D30    | 2993       | Biturbodiesel iniezione diretta common rail + alternatore reversibile | 340/4400       | 700/ 1750-2250 | Integrale  | Automatico 8 rapporti | 1.830              | 250          | 4"6                 | 6,3                | 165                   | dal 03/2021        |